# Garrulax strepitans
El charlatán cuelliblanco (Garrulax strepitans) es una especie de ave paseriforme de la familia Leiothrichidae propia del sureste asiático. 

## Distribución y hábitat
Se encuentra únicamente entre el sur de China, Birmania y el norte de Laos y Tailandia. Su hábitat natural son los bosques húmedos subtropicales.